# Qualificazioni alla Coppa del Mondo di rugby 2007 - Oceania
Le qualificazioni oceaniane alla Coppa del Mondo di rugby 2007 si tennero tra il 2005 e il 2006 e riguardarono 9 squadre nazionali oceaniane che dovettero esprimere 2 qualificate direttamente alla Coppa e destinarne una ai ripescaggi intercontinentali.
Alla Coppa del Mondo di rugby 2007 furono ammesse di diritto le otto squadre quartifinaliste dell'edizione del 2003; per quanto riguarda le squadre oceaniane, qualificate direttamente erano già l'Australia e la Nuova Zelanda, semifinaliste all'edizione 2003.
Le qualificazioni si tennero su 4 turni, i primi due dei quali costituivano la fase a gironi e la finale della neoistituita Oceania Cup, competizione per le Nazionali emergenti del continente.
Singolarmente, il primo e il secondo turno si disputarono temporalmente dopo il terzo, che si era già tenuto quando la Oceania Cup iniziò.
Samoa si qualificò come prima squadra oceaniana vincendo il girone all'ultimo incontro quando batté Figi appaiandola in classifica ma vantando una miglior differenza punti; Tonga invece chiuse il girone senza punti, anche se nei successivi ripescaggi ebbe la meglio nel doppio confronto con le campioni oceaniane delle Isole Cook con un complessivo 167-10 (77-10 all'andata e 90-0 al ritorno).

## Criteri di qualificazione
Per sei delle nove squadre in gara il torneo si sviluppò sulla Oceania Cup 2005, mentre invece le altre tre, Figi, Samoa e Tonga, furono ammesse al turno che qualificava direttamente due di esse alla Coppa del Mondo.
- Primo turno (luglio — agosto 2005). Esso coincise con la fase a gironi dell'Oceania Cup 2005. Sei squadre ripartite in due gironi da tre si affrontarono tra di esse; le prime classificate di ogni girone accedettero al turno successivo[3].
- Secondo turno (settembre 2005). Finale in gara doppia della citata Oceania Cup, da disputarsi tra le due vincenti dei gironi del primo turno. La vincitrice di detta finale, oltre a guadagnare il titolo oceaniano, fu ammessa al turno di spareggio contro la terza classificata del terzo turno[3].
- Terzo turno (giugno — luglio 2005). Esso fu un torneo triangolare a girone all'italiana del Sud Pacifico tra Figi, Samoa e Tonga; le prime due classificate di tale girone accedettero alla Coppa del Mondo come Oceania 1 e Oceania 2, mentre la terza classificata dovette spareggiare contro la squadra vincitrice dell'Oceania Cup 2005[3].
- Turno di spareggio (giugno — luglio 2006). Incontro a gara doppia tra la terza classificata del terzo turno e la qualificata dal primo turno. La vincente fu destinata ai ripescaggi intercontinentali[3].

## Situazione prima degli incontri di qualificazione
| Primo turno | Secondo turno                                                        | Terzo turno                          | Spareggio                                         | Qualificate |
| --- | -------------------------------------------------------------------- | ------------------------------------ | ------------------------------------------------- | --- |
| Girone A Oceania Cup 2005: - Papua Nuova Guinea - Isole Salomone - Vanuatu Girone B Oceania Cup 2005: - Isole Cook - Niue - Tahiti | Finale Oceania Cup 2005: - Vincitrice girone A - Vincitrice girone B | Sud Pacifico: - Figi - Samoa - Tonga | - Qualificata 2º turno - 3ª classificata 3ª turno | Classificate direttamente: - 1ª classificata 2ª turno - 2ª classificata 2ª turno Ai ripescaggi: - Vincente spareggio |

## Primo turno

### Esito del primo turno
- Isole Cook e Papua Nuova Guinea: ammesse al secondo turno

## Secondo turno

### Esito del secondo turno
- Isole Cook: ammesse al turno di spareggio

## Terzo turno
| Arbitro: | Rob Dickson |

|                                 |      |                    |
| 32’ Bobo                        | mt   | 44’ Hala'ufia      |
| 32’ N. Little                   | tr   |                    |
| 10’, 30’, 56’ N. Little 20’ Bai | c.p. | 7’ Hola 62’ Mouete |

| Arbitro: | Matt Goddard |

|                                       |      |                       |
| Fa'atau A.F. Tuilagi A.T. Tuilagi (4) | mt   | Filise Tonga Va'enuku |
| Warren (4)                            | tr   | Hola (2)              |
| Warren (4)                            | c.p. | Hola (3)              |

| Arbitro: | Matt Goddard |

|                            |      |           |
| Sititi Loleni A.T. Tuilagi | mt   | Ligairi   |
| Warren (3)                 | tr   | N. Little |
| Warren (4)                 | c.p. | N. Little |
| Warren                     | drop |           |

| Arbitro: | Jonathan Kaplan |

|                                   |    |                                              |
| 64’ Makasini 78’ Lutui 82’ Ma'asi | mt | 13’, 54’ Luveitasau 27’ Nadridri 35’ tecnica |
| 64’, 78’ 'Apikotoa                | tr | 35’ Bai 54’ N. Little                        |

| Arbitro: | Craig Joubert |

|               |      |                     |
| Va'enuku      | mt   | Fa'atau Farani Lemi |
| 'Apikotoa     | tr   | Warren (3)          |
| 'Apikotoa (4) | c.p. | Warren 3            |

| Arbitro: | Scott Young |

|                      |      |                               |
| 20’ Bai 60’ Kunavore | mt   |                               |
| 20’ Bai              | tr   |                               |
| 34’, 42’, 45’ Bai    | c.p. | 2’, 16’, 42’, 54’, 57’ Warren |

### Classifica
|  | Squadra | G | V | N | P | P+  | P-  | diff. | PT |
|  | ------- | - | - | - | - | --- | --- | ----- | -- |
|  | Samoa   | 4 | 3 | 0 | 1 | 131 | 78  | +53   | 6  |
|  | Figi    | 4 | 3 | 0 | 1 | 74  | 81  | -7    | 6  |
|  | Tonga   | 4 | 0 | 0 | 4 | 77  | 123 | -46   | 0  |

### Esito del terzo turno
- Samoa e Figi: qualificate alla Coppa del Mondo
- Tonga: ammessa al turno di spareggio

## Turno di spareggio
| Rarotonga 24 giugno 2006 | Isole Cook  | 10 – 77 | Tonga | National Stadium\| Arbitro: \| Paul Honiss \| |
| Arbitro:                 | Paul Honiss |         |       |                                               |

| Nukuʻalofa 8 luglio 2006 | Tonga         | 90 – 0 | Isole Cook | Teufaiva\| Arbitro: \| Kelvin Deaker \| |
| Arbitro:                 | Kelvin Deaker |        |            |                                         |

### Esito dello spareggio
- Tonga: ai ripescaggi interzona

## Quadro generale delle qualificazioni
In grassetto le squadre qualificate al turno successivo
| Primo turno | Secondo turno                                              | Terzo turno            | Spareggio            | Qualificate                                                                              |
| --- | ---------------------------------------------------------- | ---------------------- | -------------------- | ---------------------------------------------------------------------------------------- |
| Girone A Oceania Cup 2005: - Papua Nuova Guinea - Isole Salomone - Vanuatu Girone B Oceania Cup 2005: - Isole Cook - Niue - Tahiti | Finale Oceania Cup 2005: - Papua Nuova Guinea - Isole Cook | - Figi - Samoa - Tonga | - Isole Cook - Tonga | Classificate direttamente: - Samoa (Oceania 1) - Figi (Oceania 2) Ai ripescaggi: - Tonga |